# Клеман, Эллен
Эллен Эмма Августа Клеман (швед. Ellen Emma Augusta Kleman; 24 июля 1867 года, Карлскруна, Швеция — 28 сентября 1943 года, Стокгольм) — шведская писательница, общественный и политический деятель, феминистка. Редактор нескольких печатных изданий в поддержку прав женщин, среди которых Dagny (1907—1913) и Hertha (1914—1932).

## Биография
Эллен Клеман родилась в Карлскруне в 1867 году в семье Карла Клемана (1820—1872) и Йоханны Августы Грам (1825—1904). Её старшая сестра, Анна Клеман (1862—1940), также стала известной правозащитницей. После окончания школы для девочек в Карлскроне Эллен работала банковским служащим в Уппсале и Стокгольме.
Клеман была активной участницей движения за права женщин. В 1907 году она стала редактором Dagny, одного из важнейших печатных органов феминистского движения Швеции. За несколько лет работы в издании Эллен написала множество статей, очерков, биографий известных женщин. Когда в 1913 году публикация журнала прекратилась, Клеман получила должность редактора в журнале Hertha, печатном органе Союза Фредрики Бремер (FBF). В 1921 году она работала в совете FBF, занимая пост председателя стокгольмского представительства организации (1922—1931).
В этот период Эллен заинтересовалась писательницей Фредрикой Бремер, опубликовала сборник очерков о ней. Вместе со своей подругой Кларой Йохансон, с которой она жила с 1912 года до своей смерти, Клеман опубликовала четыре тома писем Бремер.
В дополнение к своим работам о женском правозащитном движении, Эллен Клеман опубликовала исторический роман под названием «Жена Фабиана Вендта» (Fabian Wendts hustru) о женщинах, которыми манипулировали и руководили другие, без какой-либо возможности для саморазвития.

## Награды
В 1932 году Эллен Клеман была удостоена золотой медали Иллис кворум, вручаемой от имени короля Швеции.